# 氷雪の門
氷雪の門（ひょうせつのもん）は、北海道稚内市の稚内公園内にある、かつて日本領土だった樺太で亡くなった日本人のための慰霊碑である。

## 概要
1963年（昭和38年）8月に樺太島民慰霊碑として本郷新の彫刻により、地元の樺太関係者の手で建立された。 両側に高さ8mの門（望郷の門）があり、中央に2.4mの女性の像がある。 女性の像については、顔は戦争で受けた苦しみを、手のひらを見せているのは樺太も家族も失ったことを、足はその悲しみや苦しさから早く立ち上がることを表しているとされている。樺太で亡くなった全ての日本人が対象であり、第二次世界大戦終戦後のソ連軍の侵攻による樺太内での戦争で亡くなった日本人だけを対象としているわけではない。